# Domoraz
Obec Domoraz (německy Domoras) se nachází v okrese Klatovy, kraj Plzeňský. Žije zde 55 obyvatel. Do vesnice vede pouze jedna asfaltová silnice, a to z 1 km vzdálených Nezamyslic.

## Historie
První písemná zmínka o obci pochází z roku 1045.

## Pamětihodnosti
- Kaple svaté Anny
- Boží muka

## Galerie

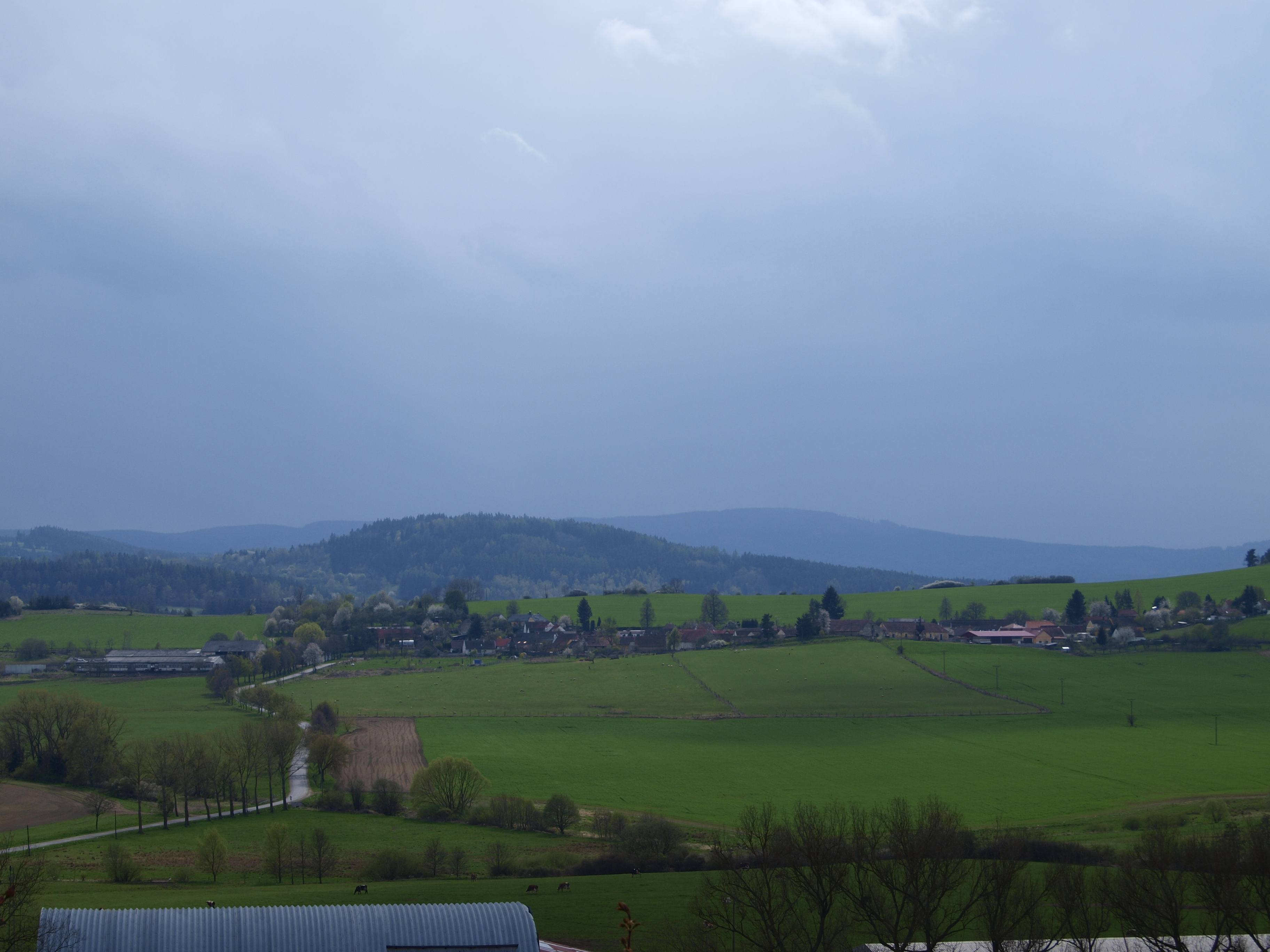
Domoraz z Nezamyslic
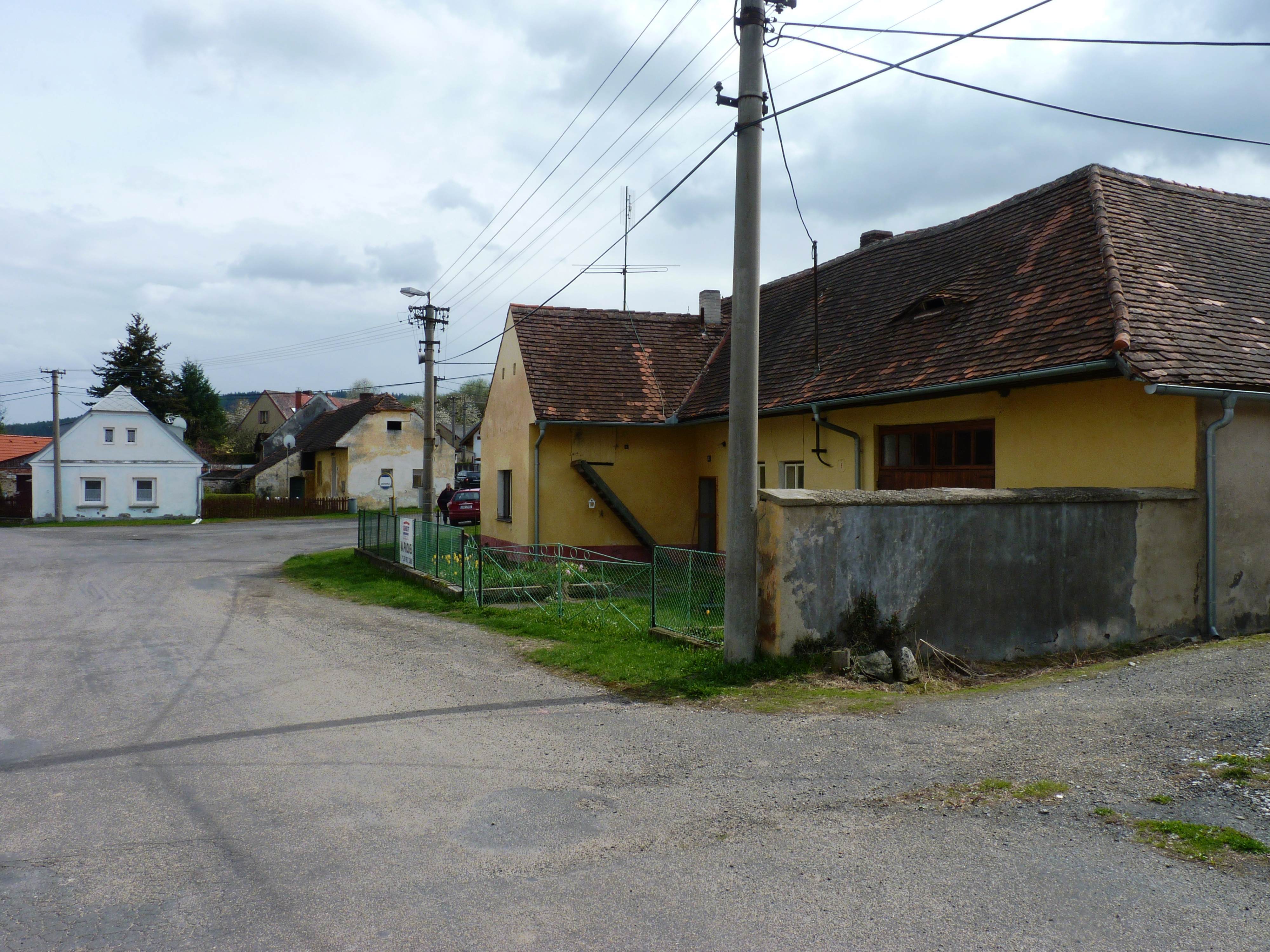
Domy v obci
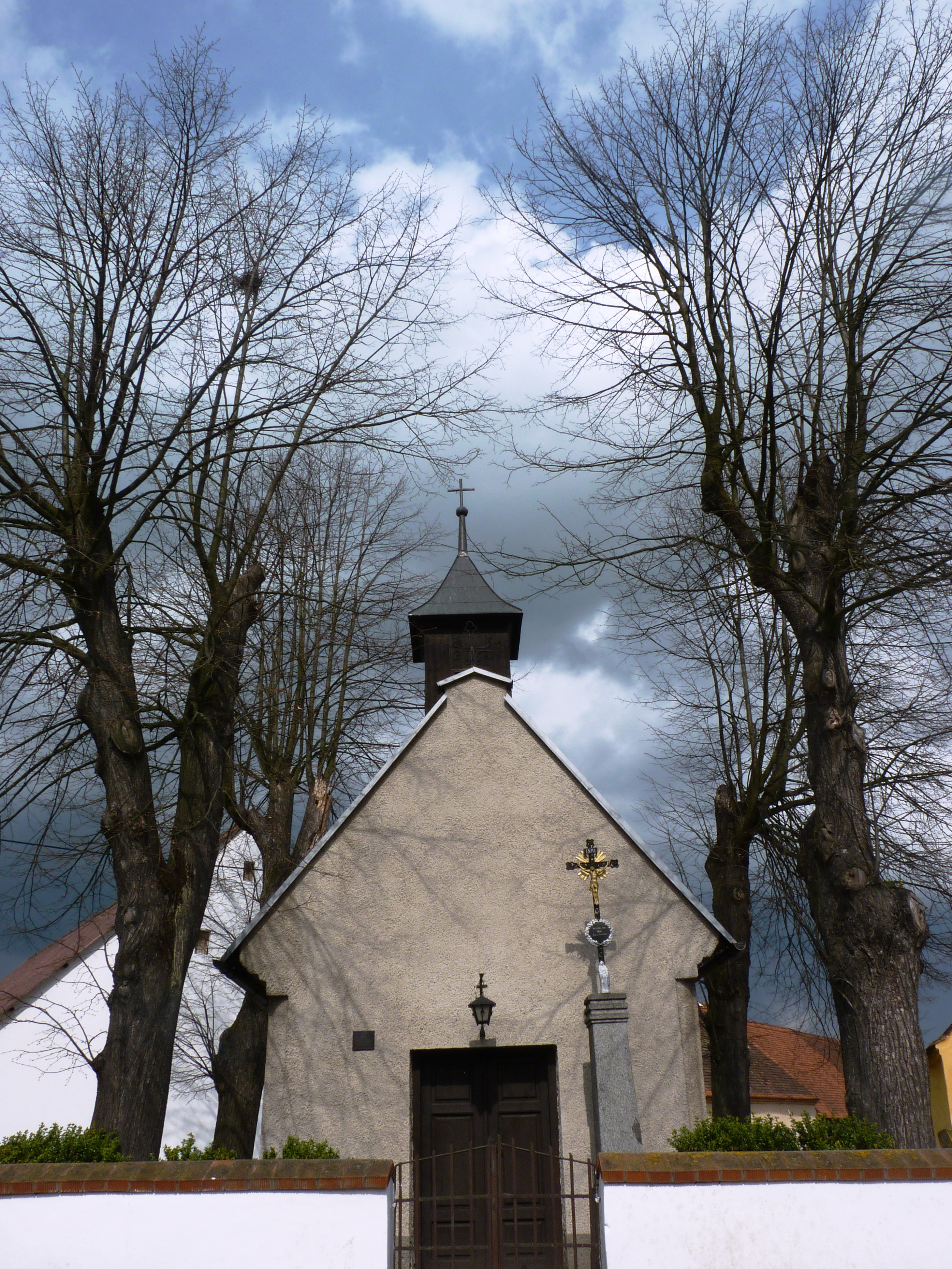
Kaple svaté Anny